# Csang Gunszok
Csang Gunszok (hangul: 장근석, RR: Jang Geun-seok; 1987. augusztus 4.) dél-koreai színész, modell és énekes, beceneve „Ázsia hercege”. Számos televíziós sorozatban és filmben szerepelt, igazán népszerűvé azonban a You’re Beautiful című sorozattal vált. Gyerekkora óta színészkedik és modellkedik, 2012-ben a szórakoztatóiparban eltöltött huszadik évének megünneplése alkalmából dokumentumfilmet készített róla az országos szórású KBS csatorna.

## Élete és pályafutása
Csang (Jang) ötévesen kezdte pályafutását, először ruhakatalógusokban volt gyerekmodell, később gyerekszínész lett.
Első szerepét az 1997-es Selling Happiness (행복도 팝니다, Hengbokto phamnida (Haengbokdo pamnida)) című sitcomban kapta. A junior középiskolát a Nelson College-ban, Új-Zélandon végezte. 2003-ban visszatért Koreába és a Nonstop című szitkom 4. évadában szerepelt, 2005-ben pedig a Lovers in Prague-ben. 2006-ban egy japán horrorfilmben, a One Missed Call: Final-ban játszott, ahol egy süket fiút alakított. Ezt a Hvang Dzsini (Hwang Jini) című sorozat követte Ha Dzsivon (Ha Jiwon)nal a főszerepben, itt a címszereplő első szerelmét játszotta.
2007-ben a The Happy Life című filmben énekesi oldalát is megmutathatta, ebben az évben pedig az SBS csatorna Inkigayo című műsorát is vezette. 2008-ban több alkotásban is szerepet kapott, a Beethoven Virus című sorozatban nyújtott alakításáért pedig elnyerte az MBC Drama Awards legjobb új színésznek járó díját.
2009-ben először alakított negatív szereplőt a The Case of Itaewon Homicide című krimiben. A megtörtént eseten alapuló filmben Csang a koreai-amerikai Pearsont alakította, aki egy ithevon (itaewon)i gyorsétteremben halálra késelt egy diákot. Csang (Jang)nak végig angolul kellett beszélnie, a Beyond Hollywood kritikája szerint „nagyon jól teljesített”. Ugyanebben az évben a You’re Beautiful című sorozatban az A.N.Jell nevű fiktív popegyüttes vezérét alakította, aki beleszeret az együttes új tagjába, Minamba (Pak Sinhje (Park Sinhye)), akiről kiderül, hogy valójában lány, és az ikertestvérét helyettesíti. Az együttes másik két tagját I Honggi (Lee Honggi) és Csong Jonghva (Jeong Yong-hwa) alakították. A sorozat rendkívüli népszerűséget hozott Csang (Jang) számára Japánban, ahol a DVD-kölcsönzési adatok felülmúlták a koreai hullám úttörőjének számító Winter Sonata-ét.
2011 áprilisában Let Me Cry című kislemezével debütált Japánban, első helyen az Oricon heti slágerlistáján, 119 149 eladott példánnyal. Emiatt a 26. Japan Gold Disc Awardon az legjobb új előadó díjával jutalmazták.
2011 szeptemberében The Lounge H Vol.1 címmel kínai nyelvű albuma jelent meg. Novemberben You're My Pet címmel került a mozikba legújabb filmje.
2012 elején Love Rain című sorozatával tért vissza a televíziózás világába. Májusában Just Crazy címmel nagylemeze jelent meg Japánban, ami szintén első helyre került, összesen több mint 100 000 példányt adtak el belőle, ezzel aranylemez lett.
2018. július 16-án bevonult katonának, a kiképzése után civil szolgálatosként tevékenykedik majd, mivel 2011-ben bipoláris zavarral diagnosztizálták.

## Filmográfia

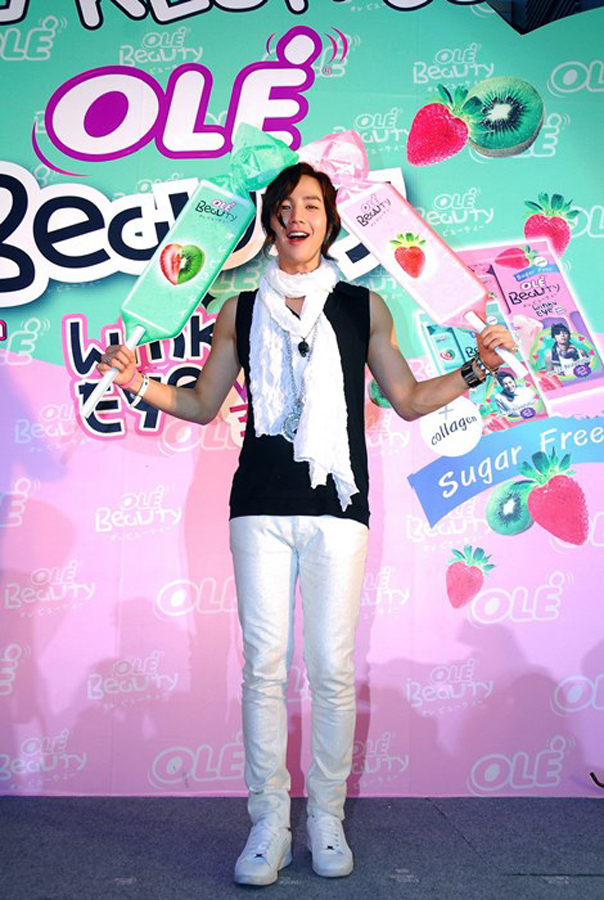
Csang Gunszok Bangkokban, 2011-ben

### Televízió
| Év   | Cím                                                                           |
| ---- | ----------------------------------------------------------------------------- |
| 1998 | Hug (포옹)                                                                    |
| 2000 | School3 (학교3)                                                               |
| 2001 | Ladies Of The Palace / Women's World (여인천하)                               |
| 2001 | Four Sisters' Story (네 자매 이야기)                                          |
| 2002 | Orange (오렌지)                                                               |
| 2002 | The Great Ambition (대망)                                                     |
| 2003 | Nonstop 4 (논스톱4)                                                           |
| 2005 | Lovers in Prague (프라하의 연인)                                              |
| 2006 | Alien Teacher / Alien Sam (에일리언샘)                                        |
| 2006 | Hvang Dzsini (황진이)                                                         |
| 2008 | Hong Gildong (쾌도홍길동)                                                     |
| 2008 | Beethoven Virus (베토벤 바이러스)                                             |
| 2009 | You’re Beautiful (미남이시네요)                                               |
| 2010 | Mary Stayed Out All Night / Marry Me, Mary! (매리는 외박중)                   |
| 2011 | Ikemen deszu ne (美男ですね) (cameo)                                          |
| 2012 | The Center of the New Hallyu, I Am Jang Keun Suk (신한류의 중심, 나는 장근석) |
| 2012 | Sekai no Purinsu e! Chan Gunsoku ~ 24 sai no Sugao~                           |
| 2012 | Love Rain (사랑비)                                                            |
| 2013 | Jeppun namdzsa (예쁜남자)                                                     |
| 2016 | Jackpot (대박)                                                                |
| 2017 | Hvajugi (cameo)                                                               |
| 2018 | Switch                                                                        |

### Filmek
| Év   | Cím                                            |
| ---- | ---------------------------------------------- |
| 2006 | One Missed Call: Final (Chakushin Ari: Final)  |
| 2007 | The Happy Life (즐거운 인생)                   |
| 2008 | The Longest 24 Months (기다리다 미쳐)          |
| 2008 | Do Re Mi Fa So La Ti Do (도레미파솔라시도)     |
| 2008 | Baby and I (아기와 나)                         |
| 2009 | The Case of Itaewon Homicide (이태원 살인사건) |
| 2011 | You're My Pet (너는팻)                         |
| 2015 | Camp                                           |
| 2018 | Human, Space, Time and Human                   |

## Diszkográfia
- The Lounge H Vol. 1 (2011, kínai)
- Let Me Cry (2011, japán, kislemez)
- Lounge H (The First Impression) (2012, japán)
- Just Crazy (2012, japán)